# Maja-Lisa Borgman

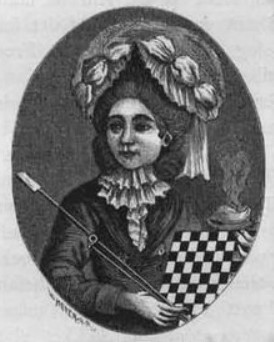
Maja-Lisa Borgman

Maria Elisabeth "Maja-Lisa" Borgman, född omkring 1757, död den 14 maj 1791, var en svensk kaffehusvärd i Stockholm under den gustavianska tiden. Hon grundade och drev kaffehuset Maja-Lisas, som var en av de mest framträdande kaffehusen i det gustavianska Stockholm. Det var känt som centrum för schackspel, och Borgman har ofta nämnts inom svensk schacklitteratur. 

## Biografi
Borgman grundade kaffehuset Maja-Lisas, som under en gustavianska tiden tillhörde de mest kända kaffehusen i Stockholm och var berömt under sin samtid, och som fick sitt namn efter sin föreståndare, "Mamsell Maja-Lisa". Verksamheten låg i det Bergstrahlska huset vid Gamla Norrbrogatan i kvarteret Atomena på Riddarholmen, som 1769–1772 hade inrymt Carl Christoffer Gjörwells bokhandel. 
Kaffehus blev vanliga i Stockholm från 1720-talet. De hade ett högre anseende än krogarna, låg till skillnad från dessa i husens högre våningar och blev kända som debattcentra, då de erbjöd tidningsrum där gästerna läste och diskuterade aktuella nyheter. 1788 fanns 45 stycken. Yrket dominerades av kvinnor och reglerna från Caffe- och Munskänkssocieten från 1729 blev i stort sett ignorerade - samtida med Maja-Lisa fanns Elsa Barbara Ekenberg och Madam Wigert vid Kåkbrinken, men Borgman var en lokal berömdhet inom sin yrkeskår på sin tid. 
Hennes kaffehus blev under 1780-talet också Sveriges första samlingslokal för schackspel. 
Borgman finns avbildad på ett kopparstick i Kungliga Biblioteket med texten: "Här man en Lais ser efter tidens smak/Förenadt kärlek spel Caffee och Tobak." Lais var en berömd antik hetär. Borgman avbildas med ett schackbräde och vad som liknar en pokal i hand och spelade möjligen själv schack.
Hon nämns ofta i äldre svensk schacklitteratur, och Daniel Djurberg och Olof Samuel Tempelman var hennes frekventa gäster. 
I 1790 års mantalsskrivning uppgavs hon vara en ogift "mademoiselle", 33 år gammal och med en gosse på nio år (om han var hennes son uppges inte), en fosterdotter, två pigor, en tjänsteflicka och en "hjälphustru". 
Hon skattade också för ett guldur, vilket då var ett tecken på att hon var välbärgad. Borgman avled 1791, i vad som uppges vara förkylning.   

## Efterspel
Vid införandet av kaffeförbudet 1794 blev hon ihågkommen som "Gudinnan Coffeas Öfverste-Prestinna" i Stockholm. 
Kaffehuset Maja-Lisas, tidvis använt som värdshus, fick behålla sitt namn och omnämns så sent som 1813, då fortfarande under samma namn, ibland "fd Maja-Lisas".
Hon är en av karaktärerna i romanen Den konserverade änkan av Hélène Gullberg (2020).